# Август Легницкий
Август Легницкий (пол. August hrabia legnicki; нем. Graf August von Liegnitz; 21 августа 1627, Бжег — 14 мая 1679, Семиславице под Пшеворно) — барон и граф Легницкий.

## Биография
Представитель легницкой линии Силезских Пястов. Старший сын князя Иоганна Кристиана Бжегского (1591—1639) от второго брака с Анной Ядвигой фон Зитцш (1611—1639). Второй брак Иоганна Кристиана был признан морганатическим (то есть дети от этого брака не имели прав на наследование отцовских владений). Статус матери Августа изменился 7 декабря 1627 года, когда император Священной Римской империи Фердинанд II Габсбург пожаловал ей титул баронессы. Вскоре, 18 февраля 1628 года, Август также получил баронский титул (нем. Freiherr von Liegnitz). Баронский титул был закреплен за всеми будущими детьми Иоганна Кристиана и Анны Ядвиги. Из шести братьев и сестер Августа, выжили только двое: барон Зигмунд Легницкий и баронесса Иоганна Елизавета Легницкая, по мужу баронесса фон Берка Дуб унд Лиепа. Никто и низ не оставил потомства.
2 января 1664 года барон Август Легницкий получил в Регенсбурге от императора Леопольда I титул графа Легницкого (нем. Graf von Liegnitz).
В 1675 году скончался бездетный князь Легницкий и Бжегский Георг Вильгельм (1660—1675), последний представитель династии Силезских Пястов и племянник Августа. После его смерти граф Август Легницкий заявил о своих претензиях на Легницко-Бжегское княжество, как последний живущий представитель мужского пола в семье (его младший брат Зигмунд скончался в 1664 года). Основным доказательством должен был стать тот факт, что договор от 24 июня 1626 года, лишавший потомство Анны Ядвиги фон Зитцш права наследования, должен был действовать только до смерти потомков князя Иоганна Кристиана от первого брака.
В конечном итоге претензии Августа были отклонены императором Священной Римской империи Леопольдом I Габсбургом, который назначил графу довольно высокую годовую пенсию.
Из наследия Легницких Пястов графу Августу принадлежали только имения Пшеворно и Канторовице в окрестностях Бжега.
14 мая 1679 года граф Август Легницкий скончался в своём замке в Семиславицах. 28 сентября 1679 года он был похоронен в костёле Святой Троицы в Пшеворно.

## Семья
Граф Август Легницкий был дважды женат. 8 октября 1653 года он женился первым браком на баронессе Елизавете Руппской (ум. 25 апреля 1660), дочери барона Иоганна Адама Руппского и вдовы барона Карла Деодата, барона Зарадека. Супруги имели троих детей:
- Кристиан Август (30 апреля 1655 — 26 мая 1671)
- Анна Луиза Елизавета (18 января 1658 — 2 ноября 1659)
- Иоганна Елизавета (род. и ум. 5 апреля 1660).

2 августа 1665 года Август Легницкий вторично женился на принцессе Каролине Нассау-Дилленбургской (2 июня 1643, Дилленбург — 2 марта 1686, Дьёр), третьей дочери принца Георга Людвига Нассау-Дилленбургского (1618—1656) и Анны Августы Брауншвейг-Вольфенбюттельской (1612—1673). Второй брак был бездетным.